# ベンチ
ベンチ（英語: bench）は、伝統的には背もたれの無い腰掛け（腰を下ろすための台）の一種を指す。しかし現代では、横に長い椅子の形状をした腰掛けをも指す。

## 公共空間のベンチ
ベンチは、広場や公園、街路樹のある場所、待合室、駅のプラットホームなどといった、公共空間に設けられていることが多い。ベンチの設置者は行政や管理団体などであるが、これらに対して個人から寄贈されたものもある。
ベンチの素材には、すべて木製のもの、すべてコンクリート製のもの、すべて鉄製または鋳物製のもの、これらの素材を組み合わせたものなどがある。木製のベンチには、幅広い一枚板の木材を使用したものから、幅の狭い板を数枚並べて固定しているものもある。使用材に通常の木材ではなく、腐食や割れ、天候による影響に強い人工木材（木粉入りオレフィン系樹脂やSGFウッド（ガラス長繊維強化プラスチック発泡体）など）を使ったものもある。また、スチール製のものにも耐久性を高めるためジンクロメートめっき処理を行った素材でできているもある。
公共施設に設置されるベンチにはリサイクル材が用いられることがある。座板にリサイクルウッドを使用しているベンチなどである。変わった事例としては、日本の京王電鉄が使用済みの定期乗車券やパスネットカードを回収して再利用した「エコベンチ」（日本初の試みとして2000年［平成12年］に着手）がある。
ベンチには背もたれ（背部）があるものや肘置きがあるもの、小型のテーブルが付いているものもある。公園などでは野外卓やピクニックテーブルと併設されるベンチもある。背もたれ（背部）を付けると窮屈になる空間では座面が腰骨あたりまでのローバックタイプのベンチが採用されることがある。また、ユニバーサルデザインのベンチでは座席に可動域があり、立ち上がり時には自然に前傾姿勢がとれるような設計のものもある。
ベンチの脚部は公園などの土の部分まで埋められていたり、コンクリートで固めて金属で固定されていることが多い。

## スポーツとベンチ
スポーツにおいては、競技場内で選手やコーチなどが試合中に着席するために使用されている椅子、すなわち「プレーヤーズ・ベンチ」を指すが、その椅子を含めて競技者が控えるエリアをベンチと呼ぶことが多い。そのため、選手として出場登録されることを「ベンチ入り」、控えとして入ることを「ベンチスタート」と表現する。このエリアを指す場合、サッカーでは「テクニカル・エリア」、野球では、グラウンドレベルより床が低いものを「ダッグアウト」と呼ぶこともある。また、特に野球においては監督・コーチ陣など作戦を担当する者たちをベンチと称する場合があり、メジャーリーグベースボール (MLB) ではコーチングスタッフのうち監督に次ぐ地位の役職を「ベンチコーチ」（日本のヘッドコーチに該当）と呼んでいる。
筋力トレーニングを行うための長い椅子もベンチと呼ばれるが、通常のベンチとは違い、横方向にベッドのように一人で仰向けになって使用する。それを使った代表的な種目としてベンチプレスがある。リクライニングするベンチもある。

## ベンチに関する記録
ギネス世界記録による「世界一長いベンチ」は、日本の富山県南砺市にある瑞泉寺前に設置された全長653.02mの木製ベンチか、ブルガリア南西部の町パザルジクにある全長1,015mの木製ベンチのいずれかである。パザルジクのベンチのほうが瑞泉寺前のベンチより長いことや、瑞泉寺前のベンチになぜ「木製」という限定条件が付け足されているのかが疑問点としてあり、これに対する解答は見当たらない。また、イギリスのリトルハンプトンにある風変わりなベンチ（後述）も世界最長の可能性がある一つである。

### 長いベンチの一覧
- パザルジクのベンチ（ ブルガリア）

ブルガリア南西部の町パザルジクにある全長1,015mの木製ベンチで、協力者2,020人の手を借りて設置された。製作費は12万レフ。ギネス世界記録公認か（詳細不明）。建築家ディミタール・ボイユクリエフ (Dimitar Boyukliev) の作。
- リトルハンプトンのベンチ（ イギリス）

よじれたリボンのように複雑に湾曲する部分を含みながら直線的な所は長く伸びる、極めてユニークな造形でデザインされたマルチカラー・ベンチ（座面は木製、骨組みは金属製）で、2010年7月30日、イングランドはウェスト・サセックス州の町リトルハンプトンにある臨海地区の遊歩道沿いに設置された。作られた時点では全長（総延長距離）324mであったが、その後、何度も延伸されてゆき、621m、655mと記録を伸ばしている。「イギリス一長いベンチ」で、「世界一長いベンチ」とも呼ばれているが、ギネス世界記録には見られない。なお、655mというのは湾曲に湾曲を重ねた総延長距離の数字かも知れず、普通に座れる平面的形状部分の長さではもっと短い可能性がある。長さを稼ぐための簡素な作りのベンチではない。
- 南砺市、瑞泉寺前のベンチ（ 日本）

全長653.02mの木製ベンチで、「世界一長い木製ベンチ」としてギネス世界記録に登録されている。木彫（木製彫刻）の国際大会である「国際木彫刻キャンプ」の2011年大会会場となった真宗大谷派井波別院 瑞泉寺（在・富山県南砺市）にて、2011年（平成23年）8月28日、当寺を発祥地とする伝統工芸「井波彫刻」による地域おこしの一環として、同寺の境内から門前の通りにほぼ一直線に長く伸びるベンチが設置され、当日中にギネス世界記録に認定された。「アジア一長いベンチ」、「日本一長いベンチ」でもある。使われた材は杉板およそ320枚。このベンチは龍に見立てられ、寺から最も遠い側の先端には着彩された龍の木彫が据え付けられた。
- オシェチュナのスタジアム・ベンチ（ ポーランド）

ポーランド西部の町オシェチュナのスタジアムに設けられた全長613.13mの木製ベンチで、瑞泉寺前のベンチが登場する以前は「世界一長いベンチ」としてギネス世界記録に登録されていた。
- レンズブルクにあるキール運河沿いのベンチ（ ドイツ）

ドイツ北部はシュレースヴィヒ＝ホルシュタイン州の町レンズブルクにある全長501.35mのベンチで、「世界一長いベンチ」と呼ばれている。

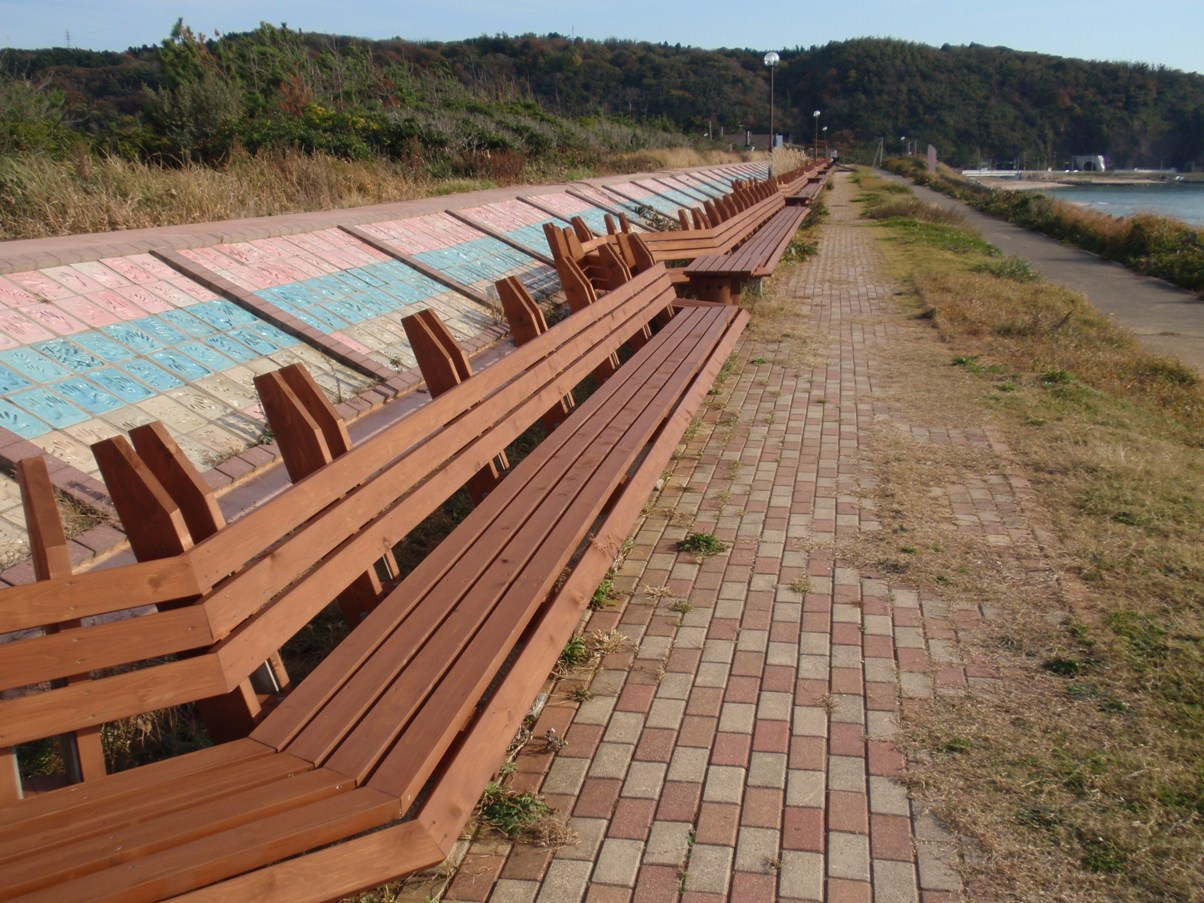
サンセットヒルイン増穂のベンチ
石川県志賀町富来領家町（旧・富来町領家町）の増穂浦海岸沿いにある長いベンチ。全長460.9mで、かつて世界一長いベンチとしてギネス世界記録に登録されていた。

- サンセットヒルイン増穂のベンチ（ 日本）

過去の記録をそのまま名乗って「世界一長いベンチ」と呼ばれることが多く、「富来町にある、世界一長いベンチ」「志賀町にある、世界一長いベンチ」などとも呼ばれる。石川県羽咋郡富来町領家町（現在の志賀町富来領家町）の増穂浦海岸沿い（「サンセットヒルイン増穂」はこの区域の名称）にて、1987年（昭和62年）3月29日に同町が設置した全長460.9mの木製ベンチで、かつて「世界一長いベンチ」としてギネス世界記録に登録されていた。
- 帯広市、緑ヶ丘公園のベンチ（ 日本）

北海道帯広市公園東町5丁目の緑ヶ丘公園にて、1981年（昭和56年）5月、市民の手で設置された全長400mのベンチ。富来町に記録を塗り替えられた際、世界一の称号を取り戻すために延伸すべきとの声も挙がったが、帯広市のベンチは市街地の公園に設置されたものであり、海岸沿いにあるためいくらでも延長できる富来町のベンチとの競争は不利であるとの市当局による判断があり、延伸は見送られた。
- ジュネーヴ旧市街、トレイユ坂上の公園ベンチ（ スイス）

スイスの首都ジュネーヴの旧市街にあるトレイユ坂の上にある小公園に設置されている全長126mのベンチで、かつて「世界一長いベンチ」としてギネス世界記録に登録されていた。